# Calyptotheca hastingsae
Calyptotheca hastingsae är en mossdjursart som beskrevs av Harmer 1957. Calyptotheca hastingsae ingår i släktet Calyptotheca och familjen Parmulariidae. Inga underarter finns listade i Catalogue of Life.